# I’m Real (Kris Kross-dal)
Az I'm Real a Kris Kross amerikai rap duó Da Bomb című második albumáról kimásolt 2. kislemez. A dal az amerikai Billboard lista 84. helyén landolt, és az R&B listán a 45. helyen állt meg. A dalt Jeermaine Dupri írta, aki mind ezidáig is szponzorálta a duót.

## Tracklista

### Cd Maxi és 12" promo U.S bakelit
- I'm Real (Radio Edit) 3:15
- I'm Real (Butcher Mix) 3:27
- I'm Real (LP Version) 3:15
- Sound of My Hood 2:30

### 7 kislemez
- I'm Real (LP Version) 3:15
- Sound of My Hood 2:30